# Wólka Terechowska
Wólka Terechowska – wieś w Polsce położona w województwie podlaskim, w powiecie hajnowskim, w gminie Czeremcha.
| SIMC    | Nazwa     | Rodzaj    |
| ------- | --------- | --------- |
| 0991798 | Podorabie | część wsi |
| 0991806 | Repiszcza | część wsi |

W latach 1975–1998 miejscowość administracyjnie należała do województwa białostockiego.
Przez wieś biegnie ścieżka rowerowa z Białowieży do Hajnówki przez Puszczę Białowieską, Czeremchę, zalew Repczyce i Dobrowodę. Główna droga Czeremcha – Opaka Duża jest asfaltowa (do końca wsi).
W miejscowości znajduje się prawosławny cmentarz z cerkwią pod wezwaniem św. Anny, podlegającą parafii w Kuzawie.
Wierni kościoła rzymskokatolickiego należą do parafii Najświętszej Maryi Panny Królowej Polski w Czeremsze.